# SN 2008an
SN 2008an – supernowa typu Ic odkryta 24 lutego 2008 roku w galaktyce UGC 10936. W momencie odkrycia miała maksymalną jasność 17,30m.